# Moemedi Moatlhaping
Moemedi Moatlhaping (* 14. Juli 1985) ist ein botswanischer Fußballspieler.

## Verein
Er begann seine Karriere bei den Township Rollers, wo er 2005 das Double aus Meisterschaft und Pokal gewann. Von dort wechselte er für eine Saison zu den Platinum Stars nach Südafrika. Es folgten weitere Stationen bei den Mochudi Centre Chiefs, Bay United (Südafrika), Gaborone United, Extension Gunners, Sharps Shooting Stars, Notwane FC, Digodi Mmankgodi und seit 2019 steht er erneut bei den Mochudi Centre Chiefs unter Vertrag.

## Nationalmannschaft
Er spielte von 2004 bis 2013 insgesamt 51 Mal (9 Tore) für die A-Nationalmannschaft Botswanas, unter anderem bei der Fußball-Afrikameisterschaft 2012.